# Narodni park Theth
Narodni park Theth (albansko Parku Kombëtar i Thethit) je narodni park na severu Albanije, ustanovljen leta 1966. Leži v osrčju Prokletij in zajema zgornji del doline reke Shale v velikosti 2630 hektarov (26,3 km²).
Središče parka je vasica Theth, katere zaselki so razpršeni po dolini Shale. Dolino z vseh strani strmo obdajajo dvatisočaki (Jezerski vrh, Radohima, Arapi z impresivno južno steno med najvišjimi na Balkanskem polotoku, Poplluka ...). Na pobočjih izvirajo številni manjši vodotoki, ki oblikujejo soteske in slapove, med njimi 30 m visok slap Grunas, ki priteče ob vznožju Maje e Boshit (2414 m) na višini 800 m. Slap je bil z odločbo vlade decembra 2002 razglašen za naravni spomenik. Apnenčaste in dolomitne kamnine so bogate z jamami in drugimi kraškimi pojavi. Ob vznožju Arapija je največja horizontalna jama v Albaniji, vendar ni dostopna turistom. Vzhodno od Thetha, s katerim ga povezuje 1795 metrov visok gorski prelaz, leži večji Narodni park doline Valbona. 
Kljub omejeni površini park odlikuje velika raznolikost rastlinstva, ki šteje približno 1500 do 1650 vrst, od katerih je 70 vrst ogroženih. Na nadmorski višini med 600 in 800 metri prevladuje hrastov gozd s cerom, kraškim gabrom, črnim gabrom, rumenim drenom in črnim jesenom. Nadmorske višine od 900 do 1900 metrov preraščajo bukev, bela jelka in beli javor. Na višinah nad 1900 metri uspevajo zeli in grmovnice, med njimi brin, alpska latovka in alpska nebina. Na področju parka je bilo zabeleženih 20 vrst sesalcev, od katerih izstopajo rjavi medved, sivi volk, ris, srna in gams. V parku gnezdi 50 vrst ptic, med drugimi planinski orel, južna postovka in divji petelin. Prisotnih je okoli 10 vrst plazilcev in 8 vrst dvoživk, med njimi sekulja, planinski pupek in planinski močerad ter zelenec.
Theth je prepoznan tudi kot mednarodno pomembno območje za ptice. Zaradi naravnih lepot, nepristopnosti in skorajšnje nedotaknjenosti je priljubljen cilj za ekološki turizem.
- Theth jeseni
- Informativna tabla
- Slap Grunas